# Sandhausen (Badenia-Wirtembergia)
Sandhausen – miejscowość i gmina w Niemczech, w kraju związkowym Badenia-Wirtembergia, w rejencji Karlsruhe, w regionie Rhein-Neckar, w powiecie Rhein-Neckar. Leży ok. 7 km na południe od Heidelbergu, przy autostradzie A5, drodze krajowej B3 i linii kolejowej Mannheim–Stuttgart.

## Sport
- SV Sandhausen – klub piłkarski

## Współpraca międzynarodowa
Miejscowości partnerskie:
- Königswartha, Saksonia
- Lège-Cap-Ferret, Francja